# Massimo Pigliucci

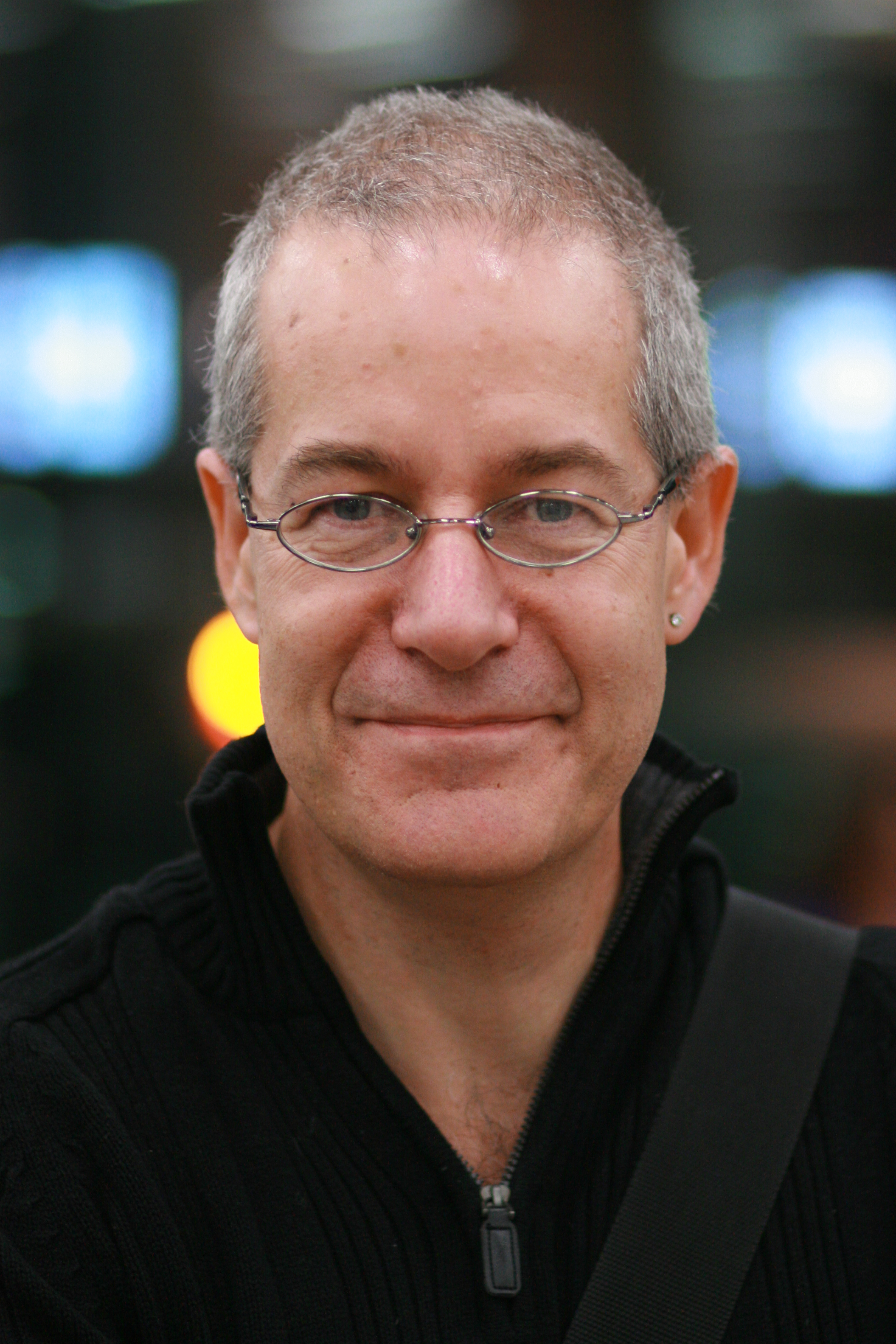
Massimo Pigliucci w 2013

Massimo Pigliucci (ur. 16 stycznia 1964 w Monrovii) – włosko-amerykański filozof i biolog. Krytyk kreacjonizmu biologicznego i innych pseudonauk, sekularysta, popularyzator stoicyzmu współczesnego.

## Życiorys
W 1989 doktoryzował się z genetyki na Uniwersytecie w Ferrarze, w 1994 z botaniki na Uniwersytecie Connecticut, a w 2003 z filozofii nauki na Uniwersytecie Tennessee. Obecnie profesor filozofii na CUNY-City College of New York.

## Poglądy

### Sceptycyzm
Pigliucci jest ateistą, ale jego zdaniem ateizm nie wynika z nauki ze względu na istnienie dwóch rodzajów naturalizmu – metodologicznego i filozoficznego. Odcina się od ruchu nowego ateizmu.
Przez pięć lat współprowadził podcast Rationally Speaking Podcast.

### Stoicyzm
Pigliucci jest popularyzatorem stoicyzmu i jedną z kluczowych postaci stoicyzmu współczesnego. Zdaniem Pigliucciego stoicyzm jest atrakcyjną alternatywą dla popularnego w świecie zachodnim buddyzmu, bo przejawia z nim istotne podobieństwa, a jednocześnie jest dla człowieka Zachodu znacznie bliższy kulturowo. Pisze:
„Próbowałem studiować buddyzm przez pewien czas, ale treści, z którymi udało mi się zetknąć, wydawały się zbyt obce, sformułowane w kulturowych, językowych i konceptualnych warunkach, które ze mną nie rezonowały. Gdy sięgnąłem po Epikteta, Marka Aureliusza czy Senekę, momentalnie poczułem się jak w domu”.
Prowadzi codzienny podcast Stoic Meditations, w którym w krótkiej, kilkuminutowej formie, komentuje krótki cytat z któregoś ze starożytnych stoików. Członek międzynarodowego zespołu Modern Stoicism.

### Świadomość
Pigliucci krytykuje trudny problem świadomości jako błąd kategorii i odcina się od panpsychizmu.

## Wybrane książki
- Tales of the Rational (Freethought Press, 2000).
- Phenotypic Plasticity (Johns Hopkins University Press, 2001).
- Denying Evolution: Creationism, Scientism, and the Nature of Science. (Sinauer, 2002) ISBN 0-87893-659-9.
- Phenotypic Integration (Oxford University Press, 2003) ISBN 0-19-516043-6.
- Making Sense of Evolution (z Jonathan Kaplan, University of Chicago Press, 2006, ISBN 978-0-226-66837-6)..
- Evolution: The Extended Synthesis (with Gerd B. Muller, MIT Press, 2010, ISBN 978-0262513678).
- Nonsense on Stilts: How to Tell Science from Bunk (University of Chicago Press, 2010, ISBN 978-0-226-66786-7).
- Answers for Aristotle: How Science and Philosophy Can Lead Us to a More Meaningful Life (Basic Books, 2012, ISBN 978-0-465-02138-3)
- Philosophy of Pseudoscience: Reconsidering the Demarcation Problem (with Maarten Boudry, eds., University of Chicago Press, 2013, ISBN 978-0226051963)
- How to Be a Stoic: Using Ancient Philosophy to Live a Modern Life (Basic Books, 2017, ISBN 978-0465097951)